# Antonello Gagini

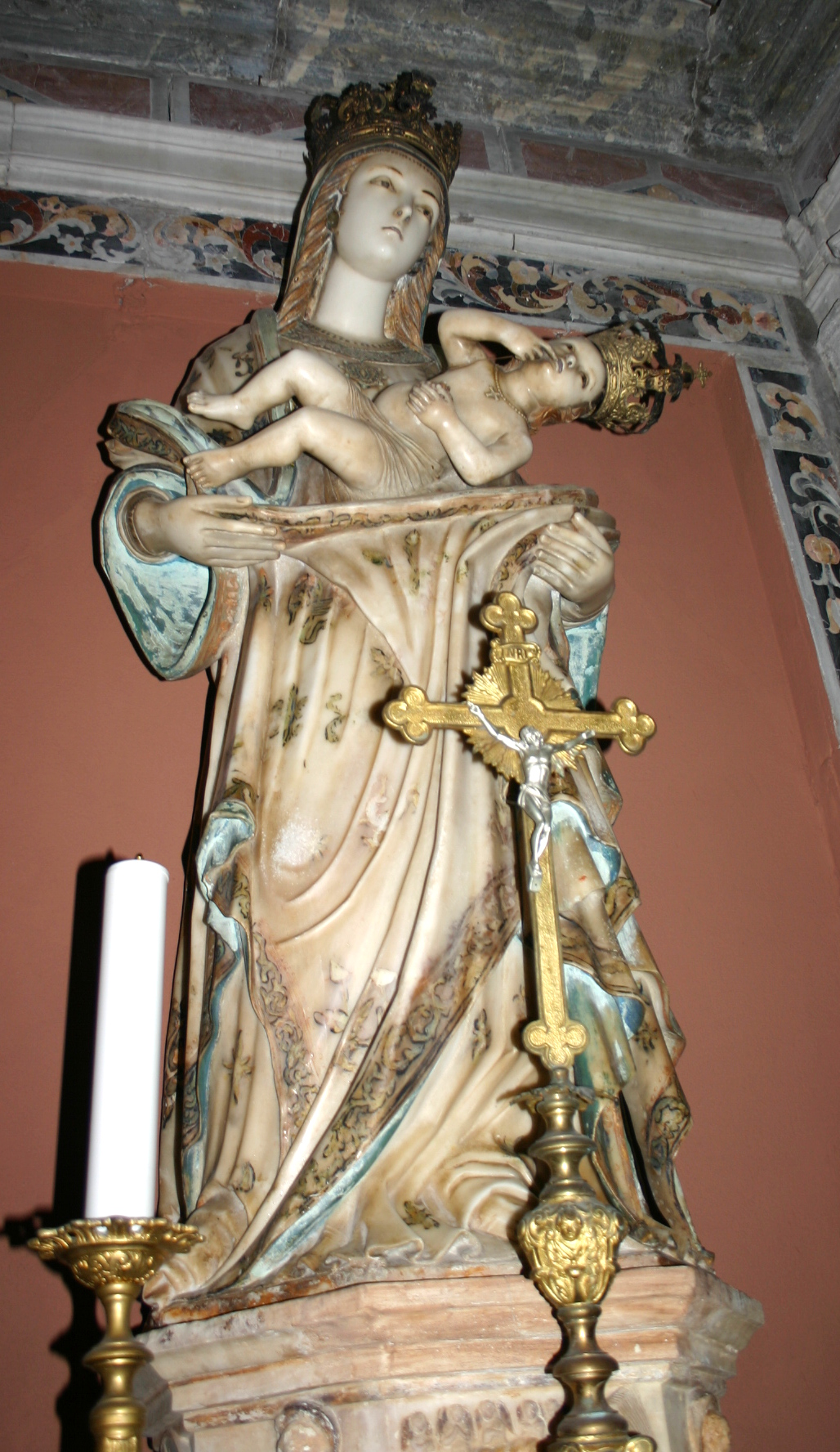
Antonello Gagini: Madonna mit Jesuskind, Kathedrale von Taormina

Antonello Gagini (* 1478 in Palermo; † 22. April 1536 ebenda) war ein italienischer Bildhauer der Renaissance in Sizilien und Kalabrien.

## Familie
Seine Familie aus Bissone, manchmal auch Gangini oder Gaggini geschrieben, ließ sich Mitte des 15. Jahrhunderts in Sizilien nieder. Gagini war der Sohn des Bildhauers Domenico Gagini, der auch sein Lehrer war. Er war der Vater von Giacomo Gaggini, Fazio Gaggini, Vincenzo Gaggini und Giovanni Domenico Gaggini (1503–1567), die ebenfalls als Bildhauer auf Sizilien tätig waren.

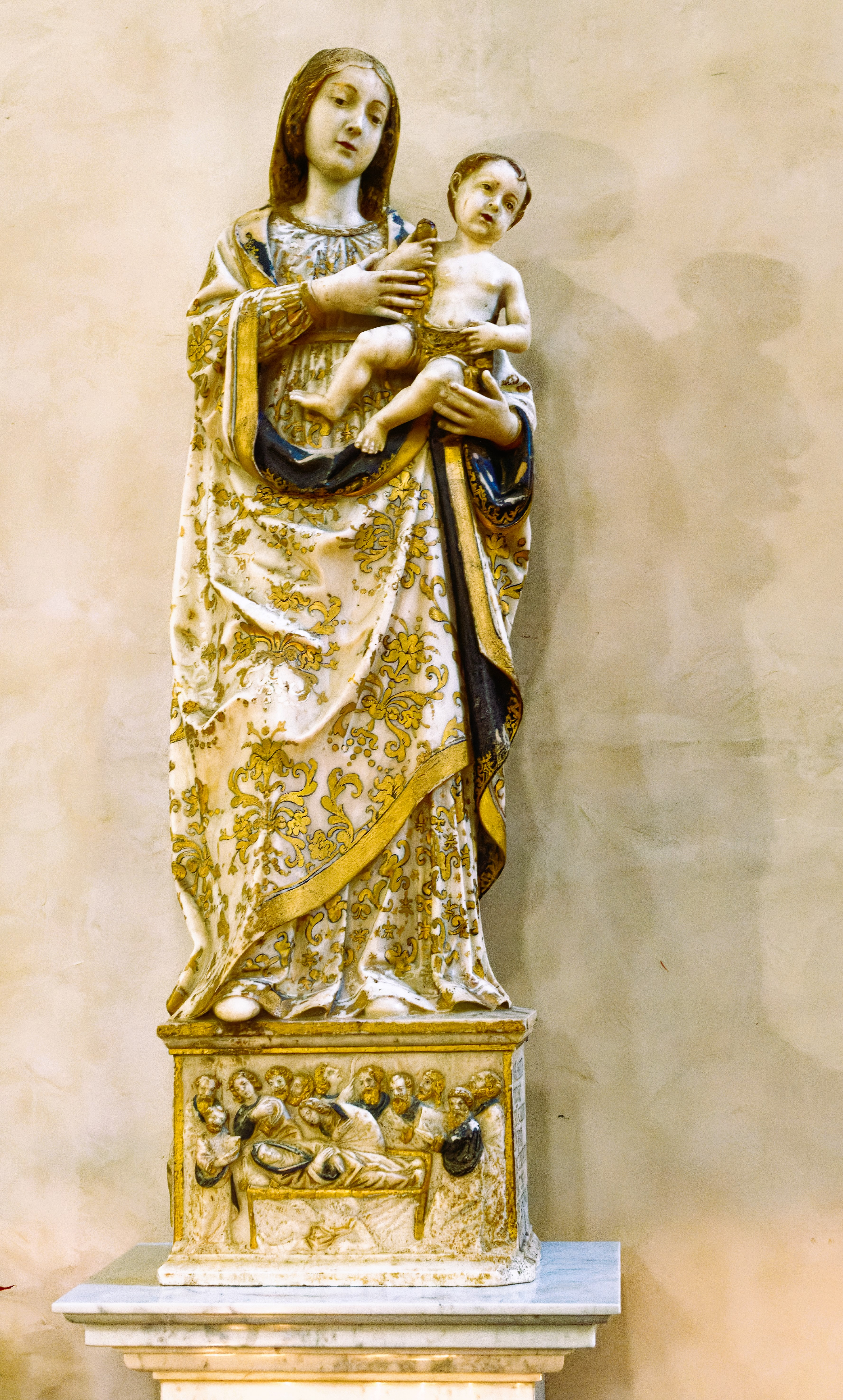
Antonello Gagini: Madonna mit Kind, Kathedrale von Cefalù

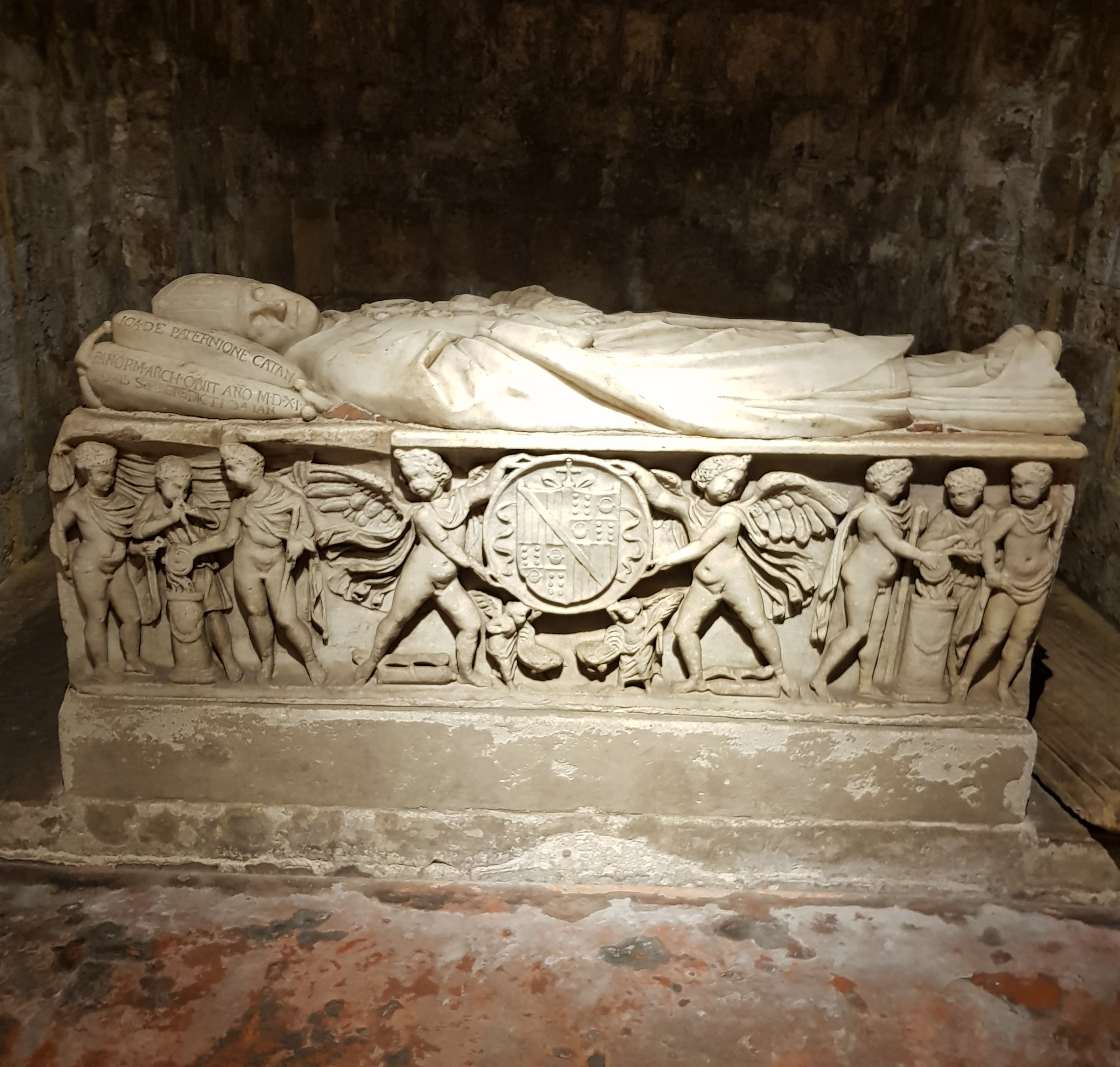
Antonello Gagini: Die Figur des Erzbischofs Giovanni Paternò, Sarkophag im Dom von Palermo.

## Werke
Antonello Gagini war der Schöpfer einiger Kirchenskulpturen Siziliens, speziell in der Region von Messina. Besonders bekannt ist er für seine religiösen Figuren: So in der Cappella di San Giovanni Battista im Dom von Messina. Die Originalfigur wurde 1525 von Antonello Gagini geschaffen.
In der Galleria Regionale della Sicilia im Palazzo Abatellis in Palermo findet sich eine große Auswahl seiner Werke einschließlich Annunciazione (Verkündigung), Madonna con il Bambino (Madonna mit Kind), Madonna della neve (Madonna des Schnees) und Apparizione della Croce a Costantino (Erscheinung des Kreuzes für Konstantin). Er arbeitete auch an der Kathedrale von Palermo.